# ۸۱۶ (میلادی)
۸۱۶ (میلادی) هشتصد  و شانزدهمین سال تقویم میلادی است.

## درگذشتگان
‎